# Brzezina Polska
Brzezina Polska (deutsch Klein Briesen) ist eine ehemalige Ortschaft im heutigen Powiat Nyski in der Woiwodschaft Opole in Polen. Im Zuge des Baus des Jezioro Nyskie wurde der Ort geflutet.

## Geographie
Das ehemalige Straßendorf Brzezina Polska liegt im Südwesten der historischen Region Oberschlesien im Neisser Land. Der Ort lag etwa 13 Kilometer südwestlich der Kreisstadt Nysa.

## Geschichte
In dem Werk Liber fundationis episcopatus Vratislaviensis aus den Jahren 1295–1305 wird der Ort erstmals als Bresin erwähnt. Für das Jahr 1362 ist die Ortsbezeichnung Brezin überliefert.
Es gehörte zum geistlichen Fürstentum Neisse, mit dem es nach dem Ersten Schlesischen Krieg 1742 an Preußen fiel.
Nach der Neuorganisation der Provinz Schlesien gehörte die Landgemeinde Klein Briesen ab 1816 zum Landkreis Neisse im Regierungsbezirk Oppeln. 1845 bestanden im Dorf eine Scholtisei sowie 48 weitere Häuser. Im gleichen Jahr lebten in Klein Briesen 345 Menschen, davon einer evangelisch. 1848 erhielt der Ort eine Schule. 1855 lebten 321 Menschen in Klein Briesen. 1865 bestanden im Ort sechs Bauern-, 22 Gärtner-, 12 Häuslerstellen sowie eine Schankwirtschaft. Eingeschult und eingepfarrt waren die Bewohner nach Rathmannsdorf. 1874 wurde der Amtsbezirk Grunau gegründet, welcher aus den Landgemeinden Blumenthal, Grunau und Klein Briesen sowie den Gutsbezirken Blumenthal, Grunau, Klein Briesen und Klein Briesen, Forst und Colonie Heidenau bestand. 1885 zählte Klein Briesen 403 Einwohner.
1933 lebten in Klein Briesen 478 sowie 1939 471 Menschen. Bis Kriegsende 1945 gehörte der Ort zum Landkreis Neisse.
Als Folge des Zweiten Weltkriegs fiel Klein Briesen 1945 wie der größte Teil Schlesiens unter polnische Verwaltung. Nachfolgend wurde es in Brzezina Polska umbenannt und der Woiwodschaft Schlesien angeschlossen. Die deutsche Bevölkerung wurde weitgehend vertrieben. 1950 wurde Brzezina Polska der Woiwodschaft Oppeln eingegliedert. Im Zuge des Baus des Jezioro Nyskie (Neisser Stausee) wurde der Ort komplett geflutet. Der Bereich liegt heute im Gebiet der Gmina Nysa.